# Euphyia nigrescens
Euphyia nigrescens är en fjärilsart som beskrevs av Kolosson 1936. Euphyia nigrescens ingår i släktet Euphyia och familjen mätare. Inga underarter finns listade i Catalogue of Life.